# Curdistão Vermelho
O Curdistão Uyezd (em russo:  Курдистанский уезд; em azeri:  Kürdüstan qəzası,), também chamado coloquialmente de Curdistão Vermelho (em russo:  Красный Курдистан; em azeri:  Qızıl Kürdistan; em curdo:  Кöрдьстана Сор) foi uma unidade administrativa soviética que existiu de 1923 a 1929.
A sua capital era a cidade de Lachin. Foi brevemente sucedido pelo Curdistão Okrug em 1930.

## História
A presença dos curdos no que hoje é o Azerbaijão remonta ao Século IX. A área entre Carabaque e Zanguezur tornou-se habitada por tribos nômades curdas no Século XVIII. Afinal, essa população tornou-se majoritária em muitas partes da região, particularmente em torno de Lachin, Kalbajar, e Qubadli.
Em 1920, as duas áreas habitadas por curdos de Jewanchir (capital Kalbajar) e Zangazur oriental (capital Lachin) foram reunidas para formar o Curdistão Vermelho (Kurdistan Uyezd). O período de existência da unidade administrativa curda foi breve e não durou após 1929. Os curdos subsequentemente enfrentaram muitas medidas repressivas, inclusive deportações. Como resultado do conflito em Nagorno-Karabakh, muitas regiões curdas foram destruídas e mais de 150.000 curdos foram deportados desde 1988.

## Geografia
Embora comumente referido como um okrug (distrito) ou província autônoma (oblast autônomo), o Curdistão Vermelho nunca foi nenhum dos dois. De fato, era uma uyezd, uma unidade administrativa  como qualquer outra, dentro do que hoje é o Azerbaijão, sem maior   autonomia do que qualquer outro uyezd.
Atualmente a região faz parte da não reconhecida República de Artsaque, apoiada pela Armênia.